# Basi idrofoniche conformi

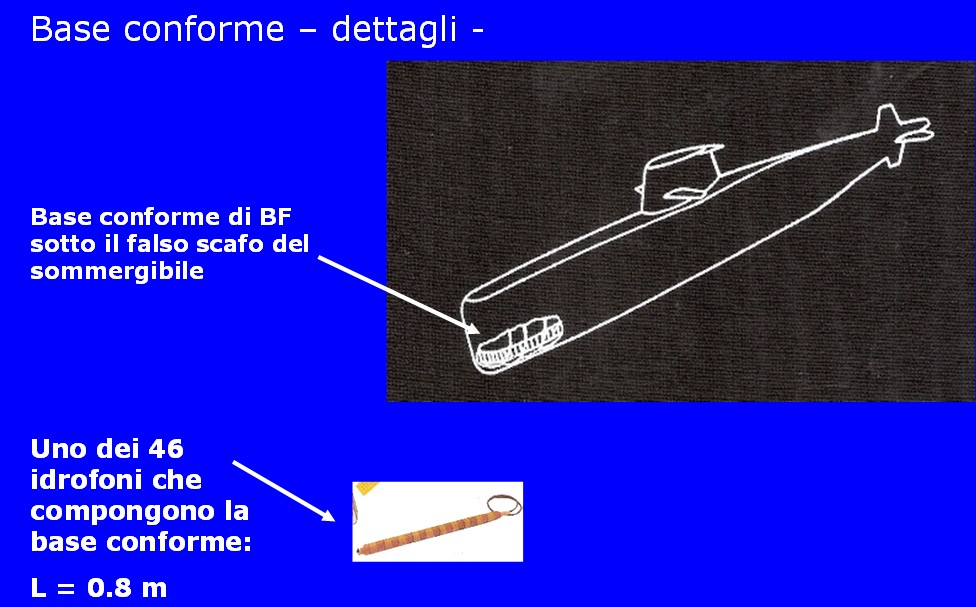
Base conforme vista in uno spaccato del sottomarino

Le basi idrofoniche   sono la componente essenziale che consente al sonar la scoperta dei bersagli. Queste strutture sono un insieme d'idrofoni  (sensori elettroacustici) fissati sullo scafo.
La tipologia di basi conformi utilizzata dai sottomarini, ma anche dalle navi, secondo questo modello, è anche comunemente definita col nome di sonar a scafo.
Maggiore è l'estensione della base idrofonica migliore sarà la capacità del sonar nella scoperta di semoventi navali lontani.
Prima dell'impiego delle particolari basi idrofoniche trainate la soluzione tecnica più fattibile per ottenere basi estese era la messa in opera di strutture idrofoniche di tipo conforme.
La dizione basi idrofoniche conformi indica basi idrofoniche che seguono la forma del settore prodiero del sottomarino. Nelle navi è possibile installare le basi idrofoniche nel bulbo prodiero oppure al centro della nave sotto la chiglia.

## Caratteristiche

### Generali in chiaro

#### Direttività
La direttività delle basi idrofoniche caratterizza le capacità del sonar nella discriminazione angolare tra la posizione di più bersagli che emettono rumore in mare. 
La direttività della base conforme, ottenuta sommando i contributi di tensione generati dai singoli idrofoni, opportunamente ritardati, è governata da leggi matematiche che consentono di calcolare l'andamento della loro somma in funzione di diverse variabili; il calcolo porta al tracciamento delle caratteristiche di direttività.

#### Guadagno
Il guadagno di ricezione  della base conforme al traverso è massimo, diminuisce molto rapidamente con il variare della direzione.

### Meccaniche

#### Vista in pianta

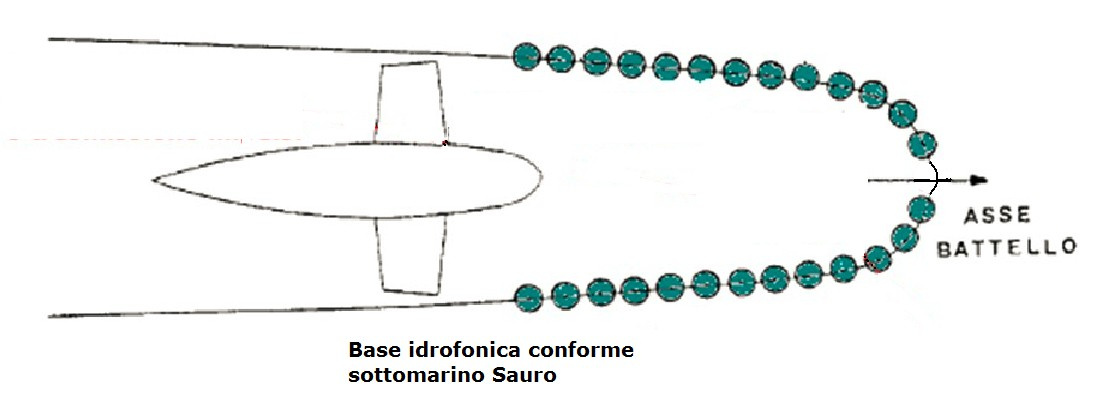
Base conforme vista in pianta (Le parti che formano la figura non sono in scala tra loro)

In figura la composizione in pianta  del sistema acustico ricevente , disposto secondo il profilo dello scafo del sottomarino; trattasi, in questo modello, di un gruppo di {\displaystyle 46} stecche idrofoniche. 
La base è dimensionata per consentire l'ascolto nella banda {\displaystyle 200\ Hz-7000\ Hz}
Il guadagno di direttività della base, nel piano orizzontale, varia in dipendenza della direzione di puntamento.

#### Stecche idrofoniche

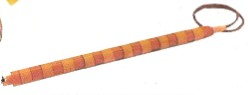
Stecca idrofonica

Le stecche idrofoniche che costituiscono la base sono formate da cilindretti piezoelettrici, hanno una lunghezza utile di {\displaystyle 0.8\ m}. 
La stecca è dotata di un modesto guadagno di direttività nel piano verticale: {\displaystyle \approx 3\ dB}.

#### Disposizione a scafo
La disposizione delle stecche idrofoniche, nel contesto dello scafo del sottomarino, è visibile secondo la prospettiva.
Le stecche idrofoniche sono fissate al falso scafo del sottomarino secondo i criteri di progetto, sono coperte da finestre acustiche trasparenti al suono, sagomate per creare una struttura idrodinamica ad evitare fenomeni di cavitazione durante lo spostamento del battello.

### Acustiche

#### Guadagno di direttività

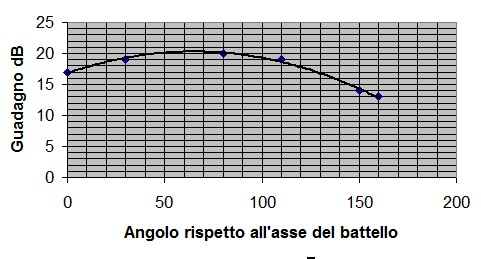
Andamento del guadagno di direttività) in funzione della direzione.

Il guadagno di direttività  {\displaystyle G=f(\alpha )}  nel piano orizzontale della base conforme è massimo al traverso, medio a proravia, scarso a poppavia.
Le variazioni del guadagno dipendono dalle diverse estensioni della base, prospiciente alla sorgente acustica, che nel settore al traverso offre  {\displaystyle \approx 7\ m} di lunghezza, che si riducono nel settore di prua a {\displaystyle \ \approx 3.5\ m\ } e  {\displaystyle \ \approx 1.4\ m\ } nel settore di poppa nel quale sono utilizzati idrofoni quasi disposti in fila.
Il grafico dell'andamento del guadagno di direttività della base conforme è tracciabile come funzione {\displaystyle G=f(\alpha )} dove {\displaystyle \alpha } è l'angolo rispetto all'asse del sottomarino.

#### Curve di direttività

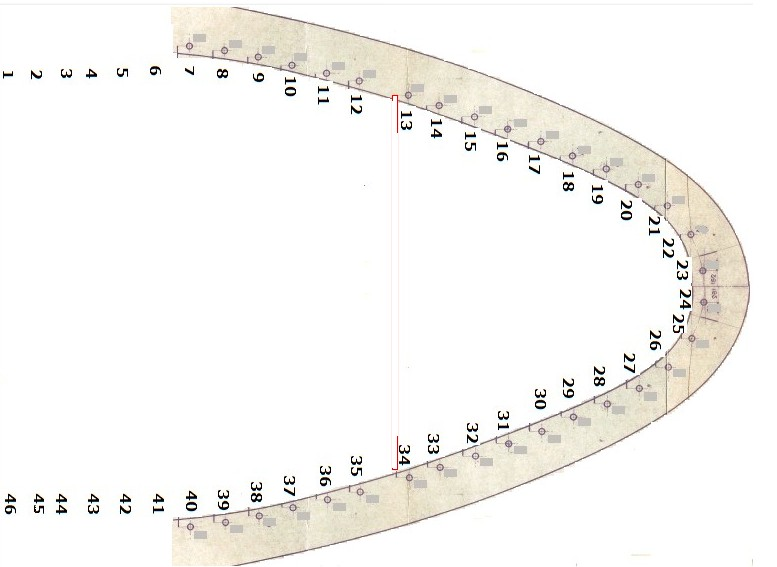
Planimetria quotata della base conforme presa a modello.

Le curve di direttività delle basi idrofoniche caratterizzano le capacità del sonar nella discriminazione angolare tra la posizione di più bersagli che emettono rumore in mare.
Le curve di direttività della base conforme presa a modello  sono state calcolate, con apposito software, inserendo nella routine di elaborazione le coordinate delle posizioni sul piano dei singoli secondo la planimetria quotata.
Una serie di curve di direttività calcolate nella banda di frequenze compresa tra {\displaystyle 200\ Hz\quad } e {\displaystyle \quad 3000\ Hz} riportano, a tratto continuo, i risultati dei computi teorici e con punti i valori numerici riscontrati in fase di simulazioni  fisiche di laboratorio, nell'ordine:
gruppo d'idrofoni simmetrici rispetto all'asse del battello, dal numero {\displaystyle 13} al numero {\displaystyle 34} si computa la direttività per {\displaystyle \alpha =0}° 

gruppo d'idrofoni non simmetrici rispetto all'asse del battello, dal numero {\displaystyle 20} al numero {\displaystyle 42} si computa la direttività per {\displaystyle \alpha =30}° .
gruppo d'idrofoni non simmetrici, dal numero {\displaystyle 25} al numero {\displaystyle 46} si computa la direttività per {\displaystyle \alpha =80}°
gruppo d'idrofoni non simmetrici, dal numero {\displaystyle 26} al numero {\displaystyle 46} si computa la direttività per {\displaystyle \alpha =120}°

Curve di direttività base conforme
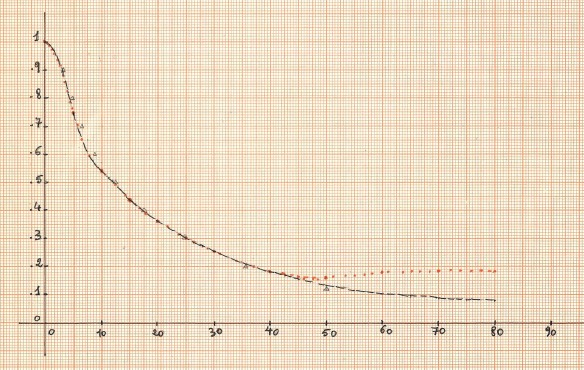
Direttività per direzione sull'asse del battello: {\displaystyle \alpha =0}°
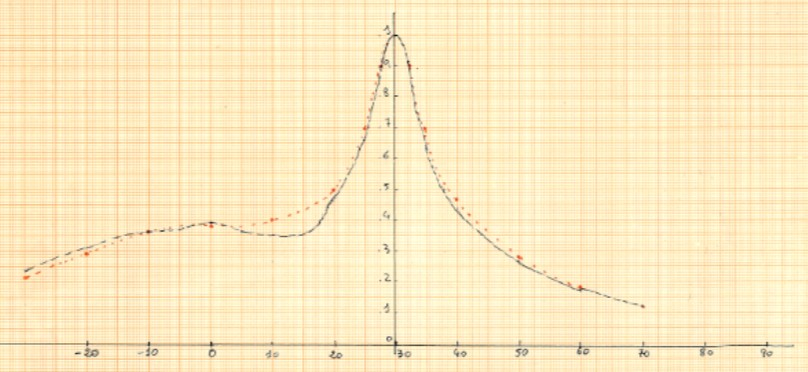
Direttività per direzione: {\displaystyle \alpha =30}°
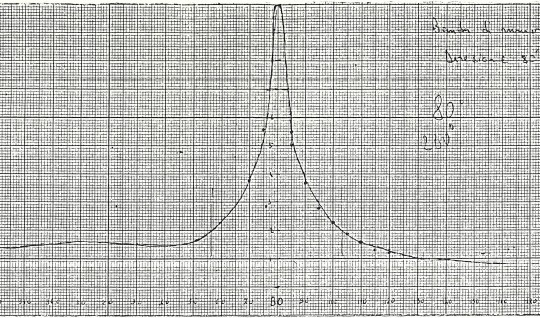
Direttività per direzione: {\displaystyle \alpha =80}°
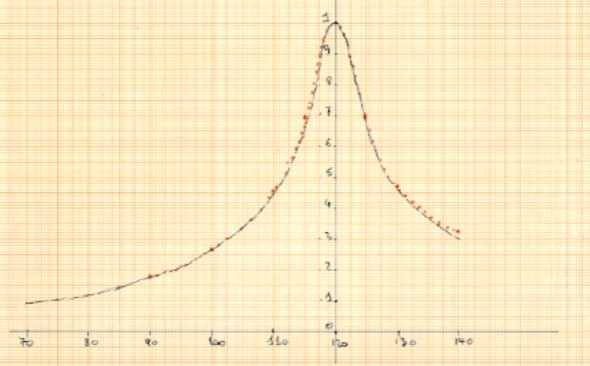
Direttività per direzione: {\displaystyle \alpha =120}°

Le curve mostrano come la larghezza del lobo di direttività, misurata a {\displaystyle 0.7}  del massimo, {\displaystyle (-3\ dB)} risentano della lunghezza della base; il lobo per la direzione al traverso {\displaystyle \alpha =80}°, dove la proiezione dell'estensione è maggiore, è di {\displaystyle \approx 6}°.
Ad estensione maggiore corrisponde migliore potere di discriminazione angolare tra bersagli, per la direzione {\displaystyle \alpha =0}° dove la proiezione dell'estensione è minore si ha una larghezza del lobo di {\displaystyle \approx 10}°.

#### Calcolo approssimato
Prima dei calcoli complessi che necessitano delle coordinate degli idrofoni della base conforme si può avere un'indicazione del risultato atteso utilizzando l'algoritmo di Stenzel, assimilando, nel settore di prua ad esempio, che la base conforme possa essere rappresentata dalla sua proiezione sul segmento che unisce gli idrofoni {\displaystyle 13} e {\displaystyle 34} .
Questo tipo di computazioni d'approssimazione si avvale di una semplice routine di calcolo.
Secondo Stenzel l'andamento della curva di direttività di una base rettilinea per segnali in banda {\displaystyle f1-f2} è dato dall'algoritmo:
{\displaystyle R(\alpha )={\sqrt[{}]{(1/n)+(2/n^{2})\cdot \sum _{m=1}^{j}\left\{(n-m)\cdot [\sin \ (m\cdot p\cdot x)/(m\cdot p\cdot x)]\cdot \cos \ [(p+2)\cdot m\cdot x]\right\}}}}
in cui:
{\displaystyle n=} numero degli idrofoni
{\displaystyle j=n-1}
{\displaystyle d=L/(n-1)}
{\displaystyle L=} lunghezza della base in metri
{\displaystyle c=} velocità del suono in m / s
{\displaystyle x=(\pi \cdot d\cdot f1/c)\cdot \sin \ (\alpha )}
{\displaystyle f1=} frequenza inferiore della banda
{\displaystyle f2=} frequenza superiore della banda
{\displaystyle p=(f2-f1)/f1}
Con i dati d'esempio della base conforme del Sauro, da mettere a calcolo, si ha:
{\displaystyle f1=200\ Hz}
{\displaystyle f2=3000\ Hz}
{\displaystyle p=(3000\ Hz-200\ Hz)/200\ Hz}
{\displaystyle n=22}
{\displaystyle L=3.49}
{\displaystyle c=1530}
{\displaystyle d=3.49/(22-1)}

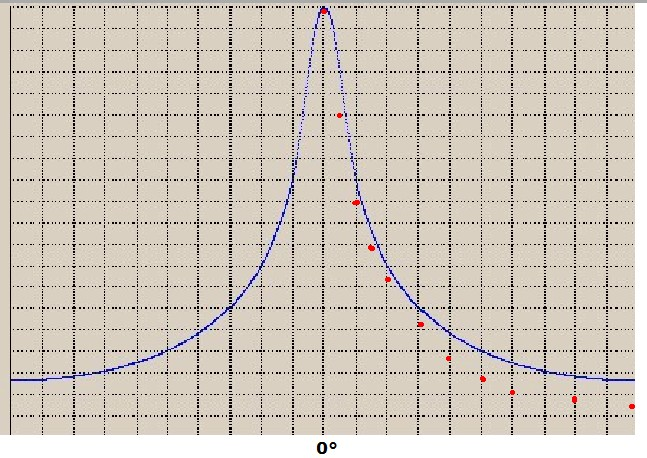
Direttività in coordinate cartesiane: A tratto continuo la direttività secondo Stenzel, a puntini rossi l'andamento della curva calcolata in precedenza per °

Il risultato del calcolo, tradotto in grafico, si traccia in coordinate cartesiane:
l'andamento della direttività della base secondo Stenzel a tratto continuo, una serie di punti rossi ricavati per il confronto dai valori calcolati mediante le coordinate degli idrofoni per la direzione {\displaystyle \alpha =0}. 
La quasi sovrapponibilità del tratto continuo con i punti mostra la buona attendibilità del metodo approssimativo di calcolo.

## Definizione di sonar a scafo
Si definisce come sonar a scafo quel tipo in cui il trasduttore o l'idrofono è fissato allo scafo della nave o del sottomarino. A volte può essere chiamato anche sonar di chiglia nel caso sia montato in quella posizione. Spesso viene installato anche nel bulbo prodiero di molte navi militari. Invece nei sottomarini è usuale montarlo nella sezione anteriore della prua, e perfino nelle parti laterali del battello.
Per la realizzazione di un sonar a scafo si possono utilizzare anche basi idrofoniche conformi che hanno un aspetto e una forma adatta a questo impiego. In tal caso le basi idrofoniche seguono e si adattano alla forma dello scafo, e ciò è fondamentale per i sottomarini che non devono avere troppe parti sporgenti.